# Jalan Cihampelas
Jalan Cihampelas (vroeger: Lembangweg) is een straat in Bandung, de hoofdstad van Indonesische provincie West-Java. De straat staat bekend vanwege de vele kledingwinkels en vooral de verkoop van spijkerbroeken. Hierdoor is wordt de straat ook wel Jeansstreet genoemd. Aan het straat ligt ook het bekende half open winkelcentrum CiWalk, wat erg populair is bij studenten en de weekendtoeristen uit Jakarta.